# Hedyotis quinquinervis
Hedyotis quinquinervis är en måreväxtart som beskrevs av George Henry Kendrick Thwaites. Hedyotis quinquinervis ingår i släktet Hedyotis och familjen måreväxter. Inga underarter finns listade i Catalogue of Life.